# Секст Афраний Бур
Вижте пояснителната страница за други личности с името Бур.
Секст Афраний Бур (на латински: Sextus Afranius Burrus; * 1; † 62) е римски конник, който служи по времето на императорите Нерон и Клавдий като преториански префект и след вземането на властта от Нерон води заедно със Сенека правителството на Римската Империя.
Бур произлиза вероятно от Vasio Vocontiorum (днес Vaison la Romaine) в провинцията Нарбонска Галия в днешна Южна Франция. Неговата фамилия е там вероятно от 1 век пр.н.е. и получава римско гражданство по времето на Помпей Велики.
Бур служи през първите десетилятия на 1 век като военен трибун в легион. По-късно той управлява като прокуратор финансовото състояние на майката императрица Ливия Августа, след нейната смърт през 29 г. това на Тиберий († 37 г.) и на Клавдий. Той е ценен за военните си познания, въпреки малките телесни смущения и като човек с висок морал.
През 51 г. Агрипина го поставя като префект на преторианската гвардия. Заедно със Сенека съветва Нерон в управлението му.
През 62 г. Бур е болен от тумор в гърлото и умира. Слуховете разказват, че Нерон му дал отровно лекарство, понеже се съпротивлява срещу неговите криминални постъпки.